# Ксенија Балта
Ксенија Балта (ест. Ksenija Balta; Минск, СССР, Белорусија 1. новембар 1986) је естонска атлетичарка. Тренер јој је Андреј Назаров.
На почетку каријере такмичила се у седмобоју, да би касније прешла на скок удаљ. Прве запаженије успехе имала је на Европском првенству у дворани 2005. одржаном у Мадриду где се такмичила у петобоју. Прву медаљу освојила је на Еропском првенству за јуниоре 2005. у Каунасу где је била трећа у седмобоју. На Европском првенству 2006. у Гетеборгу учествовала је у трци на 100 метара и скоку удаљ. На Олимпијским играма 2008. у Пекингу скаче удаљ, а у истој дисциплини на Европском првенству у дворани 2009. у Торину осваја златну медаљу. На Светском првенству 2009. у Берлину скоком од 6,62 осваја осмо место.
Од 1. септембра 2009, Ксенија Балта је члан Естонске партије центра.

## Значајнији резултати
| Год.  | Такмичење                     | Место                           | Пласман | Дисциплина | Резултат   |
| ----- | ----------------------------- | ------------------------------- | ------- | ---------- | ---------- |
| 2005  | Европско првенство у дворани  | Мадрид, Шпанија                 | 14      | Петобој    | 3711       |
| 2005  | Европско првенство за јуниоре | Каунас, Литванија               |         | Седмобој   | 5747       |
| 2006  | Европско првенство            | Гетеборг, Шведска               | 17      | 100 м      | 11,47      |
| 2006  | Европско првенство            | Гетеборг, Шведска               | 23      | Скок удаљ  | 6,03       |
| 2008  | Олимпијске игре               | Пекинг, Кина                    | 27      | Скок удаљ  | 6, 38      |
| 2008  | Светско атлетско финале       | Штутгарт, Немачка               | 2       | Скок удаљ  | 6,65       |
| 2009  | Европско првенство у дворани  | Торино, Италија                 |         | Скок удаљ  | 6,87       |
| 2009  | Светско првенство             | Берлин, Немачка                 | 8       | Скок удаљ  | 6,62       |
| 2009  | Светско атлетско финале       | Солун, Грчка                    | 5       | Скок удаљ  | 6,58       |
| 2010  | Светско првенство у дворани   | Доха, Карат                     | 4       | Скок удаљ  | 6,63       |
| 2010  | Европско првенство            | Барселона, Шпанија              | —       | 200 м      | Дисквалиф. |
| 2010  | Европско првенство            | Барселона, Шпанија              | 16      | Скок удаљ  | 6,53       |
| 2016  | Светско првенство у дворани   | Портланд, САД                   | 7.      | Скок удаљ  | 6,60       |
| 2016  | Европско првенство            | Амстердам, Холандија            | 4.      | Скок удаљ  | 6,65       |
| 2016  | Олимпијске игре               | Рио де Женеиро, Бразил          | 6.      | Скок удаљ  | 6,79       |
| 2017. | Европско првенство у дворани  | Београд, Србија                 | 5.      | Скок удаљ  | 6,79       |
| 2017. | Светско првенство             | Лондон, Уједињено Краљевство    | 25.     | Скок удаљ  | 6,15       |
| 2018. | Светско првенство у дворани   | Бирмингем, Уједињено Краљевство | 8.      | Скок удаљ  | 6,57       |

## Лични рекорди
На отвореном
- 100 м — 11,35	(1,30) — Тарту, 15. јун 2014
- 200 м — 23,05 	(1,30) – Арл, 1. јул 2006
- 800 м — 2:09,80 — Каунас, 24. јул 2005
- 100 м препоне — 13,89 (1,60) — Раквере, 27. авгст 2005
- Скок увис — 1,74,	Арл, 1. јул 2006
- Скок удаљ — 6,87 	(0,1) — Талин 8. август 2010
- Бацање кугле — 11,55 — Арл, 1. јул 2006
- Бацање копља — 37,60 — Каунас, 24. јул 2005
- Седмобој — 6.180 — Арл, 2. јул 2006

У дворани:
- 50 метара —	6,35 — Куресаре, 28. фебруар 2008
- 60 метара —	7,29 — Талин, 27. фебруар 2016
- 800 м — 2:18,10 — Мадрид 4. март 2005
- 60 метара препоне — 8,16 — Талин, 20. јануар 2010
- Скок увис	— 1,63 — Мадрид 4. март 2005
- Скок удаљ — 6,87 — Торино 7. март 2009
- Бацање кугле — 11,06 — Мадрид 4. март 2005
- Петобој - 4.105 — Талин, 8. јануар 2005